# NI21
NI21 est un parti politique nord-irlandais, fondé en 2013 par les députés du Parti unioniste d'Ulster Basilic McCrea et Jean McCallister. Le parti, unioniste, soutient explicitement le maintien de l'Irlande du Nord dans le Royaume-Uni. Il se présente comme un parti « inter-communautaire » et veut promouvoir l'identité nationale nord-irlandaise.

## Histoire

### Création
Le parti a été créé par McCrea et McCallister plusieurs mois après leur démission du Parti unioniste d'Ulster (UUP) car ils considéraient que l'UUP et le Parti unioniste démocrate (DUP) allaient, de fait, fusionner en choisissant un candidat unique (Nigel Lutton) en vue des élections générales partielles de 2013 dans la circonscription de Mid Ulster. Les deux hommes avaient été, sans succès, courtisé par le parti conservateur nord-irlandais,.
Le parti est officiellement créé le 6 juin 2013, lors d'une conférence de presse à Belfast. Le nom du parti est composé des initiales de « Northern Ireland » (Irlande du Nord en anglais) et du nombre « 21 » qui fait référence au XXIe siècle, le parti voulant mettre en avant son côté « moderne ».
NI21 est un parti unioniste, et essaie d'attirer le plus de monde possible en se décrivant comment un parti « déterminé, généreux et progressiste ». Les observateurs politiques le classe au centre-gauche, avec des positions politiques plutôt modérées,.
NI21 est pour le mariage homosexuel. Le parti a également suscité quelques critiques peu après sa création à la suite de déclarations de Basilic McCrea sur la polygamie.
La cofondatrice du parti Tina McKenzie (fille de l'ancien détenu de l'IRA, Harry Fitzsimons) est nommée présidente du parti en 2013. Elle a ensuite été désigné tête de liste du parti pour les élections européennes de 2014. Le NI21 est un parti europhile et McKenzie aurait rejoint le Parti populaire européen si elle avait été élue.
Le parti fait l'objet de critiques car certaines personnes lui reprochaient d'être trop centralisé autour Basilic McCrea. Le parti a également été encensé par d'autres commentateurs politiques tels que Bill White et Alex Kane.

### Crise
En mai 2014, deux jours avant les élections éuropéennes et les élections locales, le NI21 a annoncé qu'il allait modifier son affiliation à l'Assemblée d'Irlande du Nord passant de « unioniste » à « divers » car le terme « unioniste » était trop connoté et car le parti se veut inter-communautaire. Toutefois, il soutient toujours le maintien de l'Irlande du Nord dans le Royaume-Uni. Cependant, Jean McCallister a condamné cette décision car pour lui, il n'y avait pas vraiment eu de débat sur le sujet, ajoutant que cela montrait a quel point le NI21 était devenu « défaillant ». Il révélera plus tard que la décision avait été prise lors d'une réunion des cadres du parti. Ceci a déclenché une crise politique au sein du parti.
McCrea a exigé des explications de la part de McCallister. Ce dernier était soutenu par le mouvement jeune du parti. Comme la crise s'éternisait, McCallister révèle que le conflit interne au sein du NI21 était dû à une enquête externe menée contre McCrea, car une ancienne employée du parti l'avait accusé de harcèlement sexuel. Tina McKenzie démissionne du parti le jour des élections locales et européennes avant de complètement se retirer de la vie politique.
Le parti récolte 1,8 % des suffrages lors des élections locales de 2014 et envoie un de ses membres à l'Assemblée.
En juillet 2014, Jean McCallister quitte le parti.
Le parti n'a pas présenté de candidats pour les élections générales britanniques de 2015.
En décembre 2015, le seul élu local du parti, Johnny McCarthy, quitte le NI21.
Début 2016, McCrea est innocenté et annonce son retrait de la vie politique britannique. Le parti ne présente aucun candidat lors des élections générales de 2016. McCallister, se présentant sans étiquette, n'est pas réélu.

## Résultats électoraux
| Élections européennes | Votes  | %    | Sièges | % des sièges |
| 2014                  | 10,553 | 1.6% | 0      | 0.0%         |

| Gouvernement local | Votes  | %    | Sièges | % des sièges |
| 2014               | 11,495 | 1.8% | 1      | 0.2%         |